# Chairil Anwar
Chairil Anwar (ur. 1922, zm. 1949) – indonezyjski poeta, twórca grupy Angkatan 45.
Jego poezja łączyła rodzimą tradycję z wpływami zachodnimi. Większość jego twórczości została wydana pośmiertnie w trzech zbiorach.